# شيرلي توماس
شيرلي توماس (بالإنجليزية: Shirley Thomas)‏ هي مؤلفة أمريكية، ولدت في 1920، وتوفيت في 21 يوليو 2005 في لوس أنجلوس في الولايات المتحدة بسبب سرطان.